# Sliotar

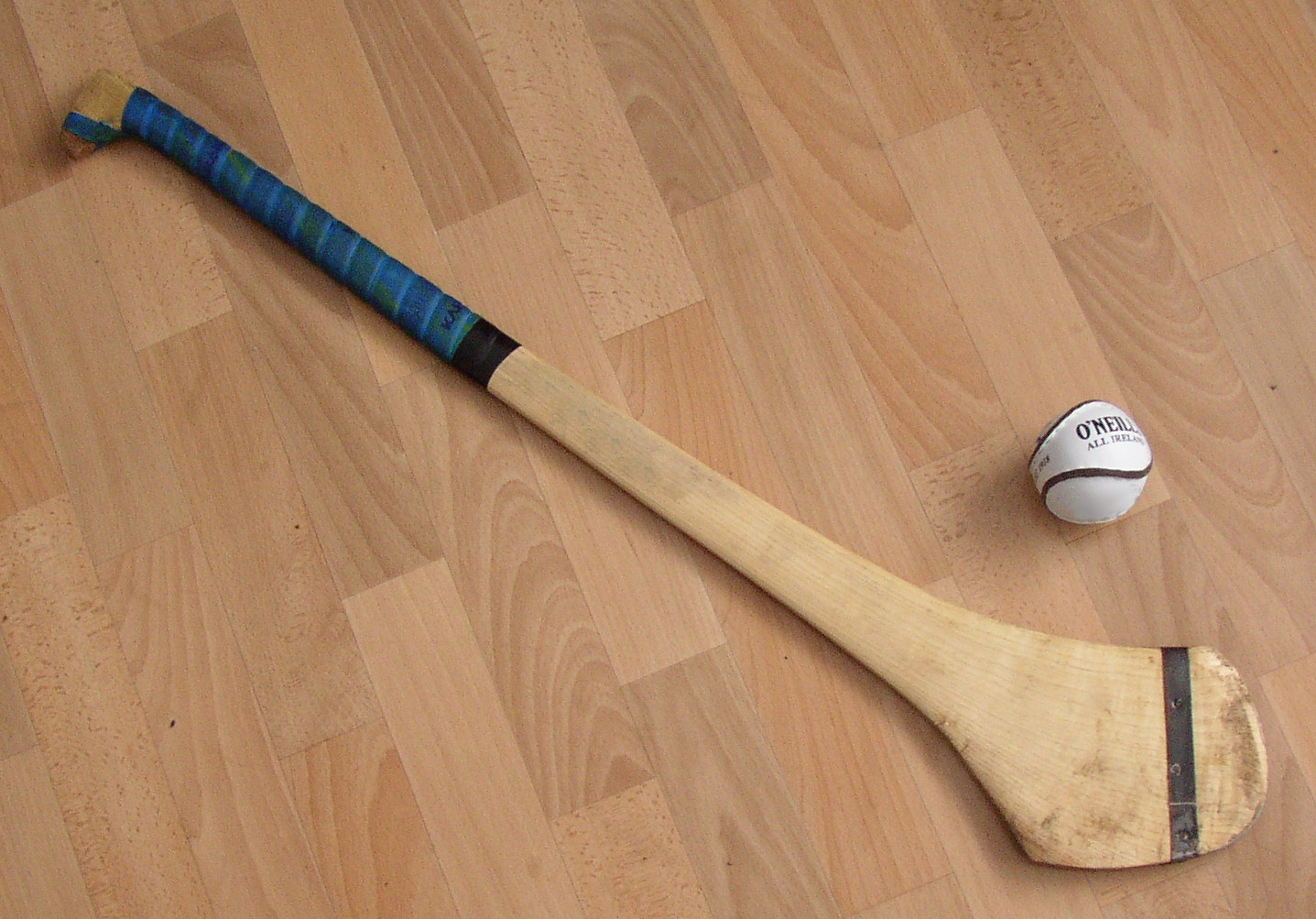
Ein Sliotar neben einem Hurley, dem im Hurling genutzten Schläger

Sliotar [ʃlʲɪt̪əɾ] (seltener Sliothar) ist die Bezeichnung eines Balls, der in Größe, Material und Gestaltung einem Baseball ähnelt und in den insbesondere in Irland verbreiteten gälischen Mannschaftssportarten Hurling, Camogie und Rounders verwendet wird. 
Beim Hurling und dessen Frauenvariante Camogie handelt es sich um Torspiele, bei denen die Spieler beider Teams versuchen, den Sliotar mit einem als Hurley bezeichneten Schläger oder mit der Hand in das gegnerische Tor zu schlagen. Hinsichtlich des Spielablaufs sind sie vergleichbar mit einer Mischung aus Hockey und Lacrosse. Demgegenüber ist Rounders ein Schlagballspiel ähnlich Baseball oder Cricket, bei dem der Sliotar von einer Mannschaft möglichst weit geschlagen wird, um bis zum Erreichen des Balls durch die andere Mannschaft eine bestimmte Laufstrecke zurücklegen zu können.
Der Sliotar ist in allen drei Sportarten hohen Kräften und Beschleunigungen durch das Schlagen mit einem Schläger ausgesetzt. Es handelt sich um einen kugelförmigen Spielball, der in der Standardausführung (Größe 5) einen Durchmesser von 69 bis 72 Millimetern und ein Gewicht zwischen 110 und 120 Gramm aufweist. Er enthält einen Kern aus Kork, der mit einer aus zwei Teilen zusammengenähten Hülle aus Leder überzogen ist, deren Dicke zwischen 1,8 und 2,7 Millimeter beträgt. Für Camogie (Größe 4) sowie im Kinder- (Größe 1 und 2) und Jugendbereich (Größe 3 und 4) werden kleinere Sliotars genutzt.
Die Festlegung von Größe und Gewicht geht zurück auf ein Hurlingspiel zwischen South Galway und North Tipperary, das im Februar 1886 in Dublin stattfand. Regelkonforme und von der Gaelic Athletic Association, dem Dachverband der gälischen Sportarten in Irland, zugelassene Sliotars sind mit einer entsprechenden Kennzeichnung markiert.